# Villa Palmina

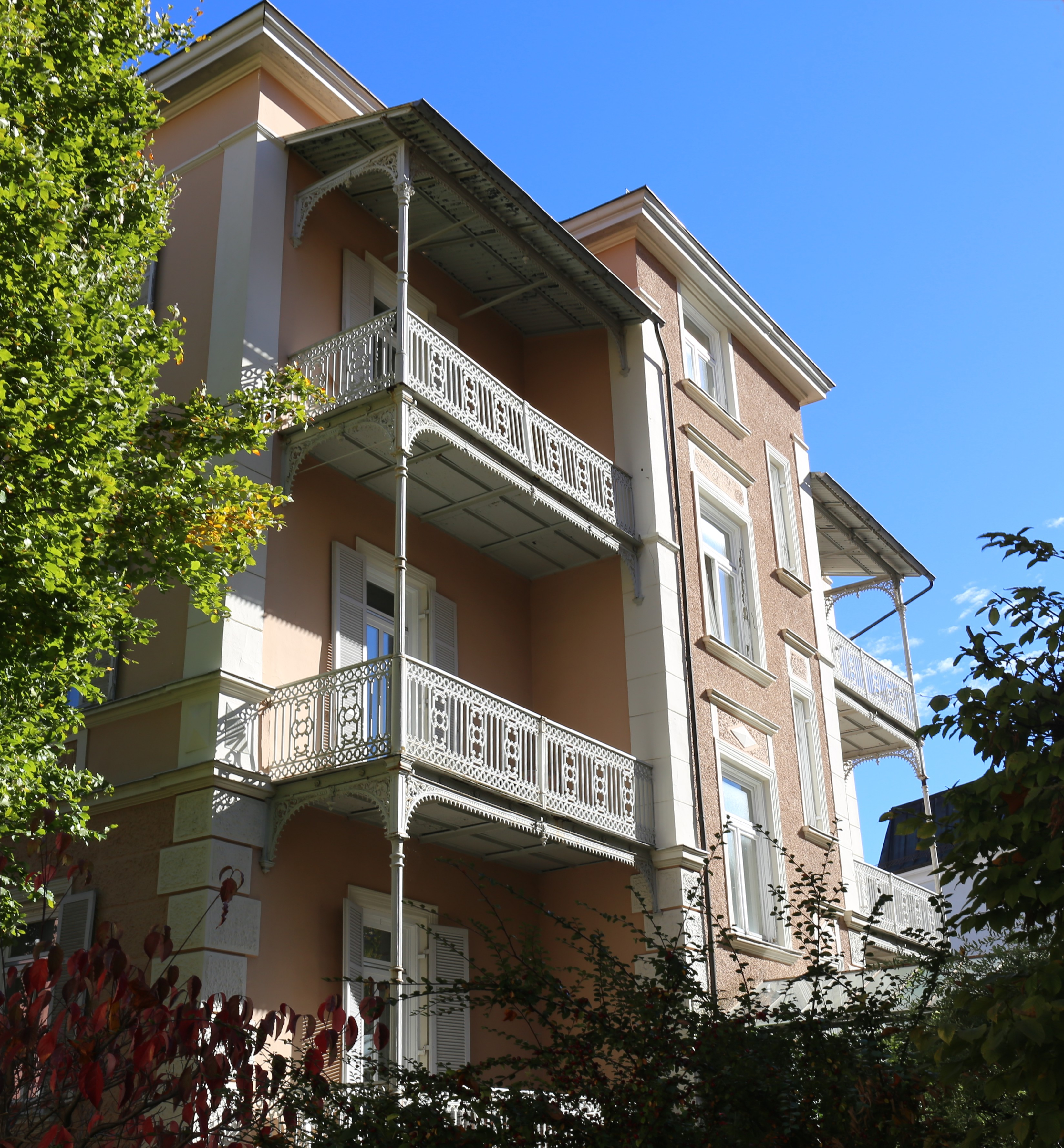
Balkons an der Südseite

Die Villa Palmina ist eine Villa und ehemalige Fremdenpension im Ensemble Kurviertel in Bad Reichenhall.
Die Villa Palmina steht unter Denkmalschutz und ist unter der Nummer D-1-72-114-66 in die Bayerische Denkmalliste eingetragen.

## Geschichte
Der Bau der Villa Palmina fällt in die Blütezeit des Kurbetriebs in Bad Reichenhall um die Jahrhundertwende. In dieser Zeit entstanden Dutzende Hotels, Kurpensionen und Fremdenheime im heutigen Stadtgebiet. Das heutige Ensemble Kurviertel, die Mackstraße und auch der Hauptbahnhof lagen im Gebiet der damals noch eigenständigen, ländlich geprägten Gemeinde St. Zeno. Die Eingemeindung von St. Zeno wurde 1905 vollzogen. Anders als die meisten Hotel- und Pensionsbauten dieser Zeit wird die Villa Palmina auch heute noch als Hotel betrieben.

## Beschreibung
Villa Palmina hat einen Erkerturm, einen Zwerchgiebel, eine Neurenaissance-Putzgliederung und eiserne Balkons und entstand um 1900.

## Lage
Villa Palmina liegt am südwestlichen Ende der Mackstraße im Ensemble Kurviertel in Bad Reichenhall. Der östliche Eingang zum Kurgarten und das Gradierhaus sind nur wenige Meter von der Villa Palmina entfernt.